# Tamazula (kommun)
Tamazula är en kommun i Mexiko.   Den ligger i delstaten Durango, i den centrala delen av landet, 1 000 km nordväst om huvudstaden Mexico City. Antalet invånare är 26 368.
Följande samhällen finns i Tamazula:
- Tamazula
- Los Remedios
- La Presa
- La Nueva Rosita
- El Gachupín
- Rancho San Diego
- Chapotán
- Todos Santos
- Amaculí
- Santa Gertrudis
- El Potrero de Abajo
- Quebrada de los Sánchez
- El Judío
- El Aguaje
- La Cebadilla
- El Palmarejo
- Los Reyes
- El Bajío
- La Ciénega del Tule
- La Campana
- El Chicural
- Coluta
- Las Garrochas
- Las Lajas
- La Higuera
- El Carrizo de la Petaca
- El Zapatero
- El Confital
- Rincón de los Macedo
- Los Medios
- La Alameda
- Las Milpas Aserradero
- Bastantitas de Abajo
- La Vainilla
- Guajolotes
- El Frijolar
- Las Banquetas